# Casinaria subglabra
Casinaria subglabra är en stekelart som beskrevs av Thomson 1887. Casinaria subglabra ingår i släktet Casinaria och familjen brokparasitsteklar. Inga underarter finns listade.